# Leukoplasie
 (juin 2024).
 Mise en garde médicale
La leucoplasie est une tache blanche à l’intérieur de la bouche, qui ne peut pas être enlevée par frottement. Elle est associée à un risque accru de cancer,. Les bords de la lésion sont généralement abrupts et la lésion change avec le temps. Dans les formes avancées, des taches rouges peuvent apparaître . Il n’y a généralement pas d’autres symptômes. La lésion se situe généralement dans la bouche, mais il arrive que la muqueuse d’autres parties du tractus gastro-intestinal, des voies urinaires ou des organes génitaux soit touchée,,.
La cause de la leucoplasie est inconnue. Les facteurs de risque de sa formation dans la bouche comprennent le tabagisme, le tabac à mâcher, l’excès d'alcool et l'usage de noix de betel,. Une forme particulière de leucoplasie est  commun au HIV/AIDS. Il s'agit d'une lésion précancéreuse qui entraîne un changement dans les tissus, rendant ainsi le développement du cancer plus probable . Le risque de cancer varie selon le type de leucoplasie : 3 à 15 % pour la leucoplasie localisée et 70 à 100 % des leucoplasies prolifératives se transforment en carcinome épidermoïde.
La « leucoplasie » est un terme descriptif et ne doit être utilisé qu’après avoir exclu toutes les autres causes possibles. Le biopsie tissulaire montre généralement une accumulation accrue de kératine, avec ou sans cellules anormales, mais elle n'est pas suffisant pour établir un diagnostic. D’autres affections, comme les infections à levure, le lichen planus, el la kératose due à des traumatismes mineurs répétés, peuvent présenter des symptômes similaires . Les lésions d’une infection à levure peuvent généralement être éliminées par frottement, contrairement à celles d’une leucoplasie.
Le type de traitement recommandé varie selon les caractéristiques de la lésion. Si des cellules anormales sont présentes ou que celle-ci est petite, il est souvent préférable d’opter pour une ablation chirurgicale. Sinon, un suivi rapproché à des intervalles de trois à six mois peut être suffisant . Il est également conseillé d’arrêter de fumer et de réduire sa consommation d’alcool. Dans la moitié des cas, la leucoplasie disparaît lorsqu’on cesse de fumer ; toutefois, si on continue à fumer, elle devient plus blanche et plus épaisse dans 66 % des cas. Environ 1-3 % de la population est touchée par cette condition . La leucoplasie devient plus fréquente avec l'âge, mais n'apparaît généralement qu'après 30 ans . Les taux peuvent monter jusqu'à 8 % chez les hommes de plus de 70 ans.

## References
1. 1 2 3 4 5 6 7  Brad W. Neville, Douglas D. Damm, Angela C. Chi et Carl M. Allen, Oral and Maxillofacial Pathology, Elsevier Health Sciences, 2015, 4e éd., 355–358 p. (ISBN 9781455770526, lire en ligne)
2. 1 2 3 4 5 6 7 8  Villa A, Woo SB, « Leukoplakia-A Diagnostic and Management Algorithm », Journal of Oral and Maxillofacial Surgery, vol. 75, no 4,‎ avril 2017, p. 723–734 (PMID 27865803, DOI 10.1016/j.joms.2016.10.012 )
3. ↑  (en) Margaret J. Fehrenbach, Kristin Minihan-Anderson, Olga A. C. Ibsen et Scott M. Peters, Oral Pathology for the Dental Hygienist, St Louis, Missourie, 8th, 2023 (ISBN 978-0-323-76403-2, lire en ligne [archive du 26 mai 2022]), « 2. Inflammation and repair: injuries to oral soft tissue », p. 2
4. 1 2  Scully C, Porter S, « ABC of oral health. Swellings and red, white, and pigmented lesions », BMJ, vol. 321, no 7255,‎ juillet 2000, p. 225–8 (PMID 10903660, PMCID 1118223, DOI 10.1136/bmj.321.7255.225)
5. ↑  « Interventions for treating oral leukoplakia to prevent oral cancer », The Cochrane Database of Systematic Reviews, vol. 7,‎ juillet 2016, p. CD001829 (PMID 27471845, PMCID 6457856, DOI 10.1002/14651858.CD001829.pub4)
6. ↑  Alan J. Wein, Louis R. Kavoussi, Andrew C. Novick, Alan W. Partin et Peters, Campbell-Walsh Urology: Expert Consult Premium Edition: Enhanced Online Features and Print, 4-Volume Set, Elsevier Health Sciences, 2011 (ISBN 9781416069119, lire en ligne), p. 2309
7. ↑  Gaspar Banfalvi, Homeostasis - Tumor - Metastasis, Springer Science & Business Media, 2013 (ISBN 9789400773356, lire en ligne), p. 156
8. ↑  Elizabeth A. Montgomery et Lysandra Voltaggio, Biopsy Interpretation of the Gastrointestinal Tract Mucosa: Volume 1: Non-Neoplastic, 2, 2012 (ISBN 9781451180589, lire en ligne), p. 10
9. ↑  « [Smokeless tobacco] », Presse Médicale, vol. 41, no 1,‎ janvier 2012, p. 3–9 (PMID 21840161, DOI 10.1016/j.lpm.2011.06.005)
10. ↑  « Oral lesions in infection with human immunodeficiency virus », Bulletin of the World Health Organization, vol. 83, no 9,‎ septembre 2005, p. 700–6 (PMID 16211162, PMCID 2626330, DOI 10.1590/S0042-96862005000900016)
11. ↑  « The global burden of oral diseases and risks to oral health », Bulletin of the World Health Organization, vol. 83, no 9,‎ septembre 2005, p. 661–9 (PMID 16211157, PMCID 2626328, DOI 10.1590/S0042-96862005000900011)
12. ↑  Odell W, Clinical problem solving in dentistry, Edinburgh, 3rd, 2010, 209–217 p. (ISBN 978-0-443-06784-6, lire en ligne [archive du 10 septembre 2017])